# Stephen Collins
Stephen Weaver Collins (1 de outubro de 1947) é um ator e escritor norte-americano. Ele é mais famoso por interpretar Eric Camden na série de televisão 7th Heaven e também como Jake Cutter na série " A Lenda do Macaco Dourado ou Tales of the Gold Monkey que foi uma série de ação e aventura, criado por Donald Bellisario e apresentado originalmente nos Estados Unidos pela rede ABC, entre 22 de setembro de 1982 a 1 de junho de 1983, num total de 21 episódios, de aproximadamente 60 minutos cada.

## Vida
Collins nasceu em Des Moines, Iowa; filho de Medeleine e Cyrus S. Collins. Ele foi criado junto com seus irmãos em Hastings-on-Hudson, Nova York e estudou no Amherst College. Ele tocou baixo e guitarra rítmica em várias bandas de rock em Amherst.
Em dezembro de 2014, o actor admitiu que cometeu abuso sexual contra meninas menores de idade no seu passado, afirmando que se arrepende dos crimes. O facto foi revelado pela ex-mulher Faye Grant.

## Carreira
Collins já trabalhou muito na Broadway. Fora da Broadway ele já atuou ao lado de atores como Sigourney Weaver, Christopher Walken e Julie Andrews.
Ele é mais famoso por interpretar o Reverendo Eric Camden em mais de 200 espisódios da série 7th Heaven, porém ele também é muito lembrado por interpretar o Capitão/Comandante Willard Decker em Star Trek: The Motion Picture (1979). Collins também aparece como regular na série No Ordinary Family.
Ele já escreveu dois livros: Eye Contact (1994) e Double Exposure (1998).
1. ↑  «Actor Stephen Collins admite ter abusado sexualmente de menores»